# Nippon Kaigi

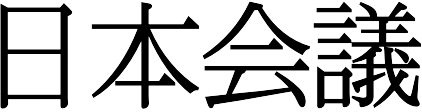
Logotipo

Nippon Kaigi (日本会議 lit. "Conferencia de Japón") es la mayor organización no gubernamental y grupo de lobby, de ideología ultraconservadora y extrema derecha, que hay en Japón.

## Historia
Se creó en 1997 y cuenta con unos 40.000 miembros. El grupo tiene influencia en los poderes legislativo y ejecutivo del gobierno japonés a través de sus afiliados. El ex primer ministro Shinzō Abe, político del PLD, fue asesor especial de la liga parlamentaria del grupo. Aunque el número oficial de miembros es de 40.000, está afiliado extraoficialmente a legisladores de base y políticos locales de todo el país.
El grupo describe sus objetivos como "cambiar la conciencia nacional de posguerra basándose en la visión de la historia del Tribunal de Tokio como un problema fundamental" y "revisar la Constitución actual"; considera que su misión es promover la educación patriótica, la revisión de la Constitución de Japón y el apoyo a las visitas oficiales al Santuario Yasukuni y a una interpretación nacionalista del Sintoísmo estatal.
En palabras de Hideaki Kase, un diplomático e influyente miembro de Nippon Kaigi: "Nos dedicamos a nuestra causa conservadora. Somos monárquicos. Estamos a favor de la revisión de la Constitución. Estamos por la gloria de la nación". Nippon Kaigi apoya la revisión de la Constitución japonesa, especialmente el artículo 9, que prohíbe un ejército permanente.
Se afirma que Nippon Kaigi cree que "hay que aplaudir a Japón por liberar gran parte de Asia Oriental de las potencias coloniales occidentales; que los tribunales de crímenes de guerra de Tokio de 1946-1948 fueron ilegítimos; y que los asesinatos cometidos por las tropas imperiales japonesas durante la masacre de Nanjing de 1937 fueron exagerados o inventados". El grupo defiende enérgicamente la reclamación de Japón en su disputa territorial sobre las islas Senkaku con China, y niega que Japón forzara a las "mujeres de consuelo" durante la Segunda Guerra Mundial. Nippon Kaigi se opone al feminismo, a los derechos LGBT y a la Ley de Igualdad de Género de 1999.
La influencia de Nippon Kaigi es enorme, ejercida fundamentalmente por medio del Partido Liberal Democrático, que es el partido dominante del sistema de partido japonés. En el tercer Gobierno de Shinzo Abe (2014-2018) quince de los dieciocho ministros, incluido el propio Abe, eran miembros de la organización y también contaba con 289 de los 480 diputados del parlamento japonés. Como ha destacado el politólogo Cas Mudde, «Conferencia de Japón centra sus esfuerzos en la revisión constitucional y el revisionismo histórico, pues pretende restituir Japón a la categoría de gran potencia militar y restablecer el honor del país (y del emperador) "cambiando la conciencia nacional de posguerra", que se basa en los "ilegítimos" juicios de Tokio por crímenes de guerra de 1946-1948».